# یوشیهیرو ناکامورا
یوشیهیرو ناکامورا (به ژاپنی: 中村義洋, Nakamura Yoshihiro)؛ زادهٔ ۲۵ اوت ۱۹۷۰) کارگردان فیلم، و فیلم‌نامه‌نویس اهل ژاپن است.